# Syrakus und die Felsnekropolis von Pantalica
Syrakus und die Felsnekropolis von Pantalica ist eine von der UNESCO gelistete Stätte des Weltkulturerbes in Italien. Die serielle Welterbestätte liegt auf Sizilien und umfasst mehrere antike Stätten in der Stadt Syrakus sowie die in der Nähe der Stadt gelegene Nekropole von Pantalica.

## Hintergrund
Pantalica eine bedeutende Siedlung der späten Bronzezeit und frühen Eisenzeit, die vom 13. Jahrhundert v. Chr. bis ins 7. Jahrhundert v. Chr. ohne Unterbrechungen bewohnt war. Nach ihr ist die prähistorische Pantalica-Kultur bezeichnet, deren Hauptort sie war. Mit der griechischen Kolonisation Siziliens begann der Niedergang von Pantalica, bald darauf wurde die Siedlung ganz aufgegeben. Die bedeutendsten Überreste der Siedlung sind die Felskammergräber ihrer Nekropole.
Syrakus (griechisch Syakusai) wurde 734 v. Chr. von dorischen Siedlern aus Korinth auf der Insel Ortygia gegründet und dehnte sich bald auf das Festland aus. Im Laufe der folgenden Jahrhunderte entwickelte es sich zur größten und mächtigsten Polis des antiken Siziliens. Im Ersten punischen Krieg schloss Syrakus Frieden mit den Römern und wurde unter Hieron II. zur Hauptstadt eines hellenistischen Königreichs, das den nicht von den Römern eroberten Teil Siziliens im Südosten der Insel erfasste. Im Zweiten Punischen Krieg wurde Syrakus, das sich inzwischen mit den Puniern verbündet hatte, 212 v. Chr. von den Römern erobert.

## Eintragung
Syrakus und die Felsnekropolis von Pantalica wurde 2005 aufgrund eines Beschlusses der 29. Sitzung des Welterbekomitees in die Liste des UNESCO-Welterbes eingetragen.
Die Eintragung erfolgte aufgrund der Kriterien (ii), (iii), (iv) und (vi).

„(ii): Das Ensemble von Stätten und Denkmälern in Syrakus und Pantalica ist ein bemerkenswertes Zeugnis der mediterranen Kulturen im Laufe der Jahrhunderte.“

„(iii): Das Ensemble Syrakus/Pantalica bietet durch seine bemerkenswerte kulturelle Vielfalt ein außergewöhnliches Zeugnis für die Entwicklung der Zivilisationen über drei Jahrtausende hinweg.“

„(iv): Die Gruppe von Denkmälern und archäologischen Stätten in Syrakus (zwischen dem Kern von Ortygia und den Überresten im gesamten Stadtgebiet) ist das beste Beispiel für herausragende architektonische Schöpfungen, die mehrere kulturelle Einflüsse (griechisch, römisch und barock) umfassen.“

„(vi): Das antike Syrakus war direkt mit Ereignissen, Ideen und literarischen Werken von herausragender universeller Bedeutung verbunden.“

## Umfang
Die serielle Welterbestätte besteht aus drei voneinander getrennten Arealen. Diese umfassen insgesamt einen Schutzbereich von 898.46 ha. Die einzelnen Schutzbereiche sind jeweils von Pufferzonen umgeben, die insgesamt eine Fläche von 5.519,4 ha haben.
| Ref.-Nr. | Bezeichnung | Lage                                                                   | Schutzbereich | Pufferzone | Bild           |
| -------- | --- | ---------------------------------------------------------------------- | ------------- | ---------- | -------------- |
| 1200-001 | Nekropole von Pantalica | Sortino (Geokoordinaten)                                               | 205,86 ha     | 3699,7 ha  | weitere Bilder |
| 1200-002 | Antike Stätten von Syrakus: – Acradina – Castello Eurialo – Dionysische Festungsanlagen – Epipolae – Neapolis – Scala Greca – Tyche | Syrakus (Geokoordinaten) (Geokoordinaten) () () (Geokoordinaten) () () | 635,96 ha     | 874,45 ha  | weitere Bilder |
| 1200-003 | Ortygia | Syrakus (Geokoordinaten)                                               | 56,64 ha      | 945,25 ha  | weitere Bilder |